# Zielony szlak turystyczny Łagów – Nowa Słupia
 Zielony szlak turystyczny Łagów – Nowa Słupia – szlak turystyczny na terenie Gór Świętokrzyskich.

## Przebieg szlaku
| Odległość | Atrakcje                   | Punkt             | Skrzyżowania szlaków                                |
| --------- | -------------------------- | ----------------- | --------------------------------------------------- |
| 0,0 km    | kościół · jaskinia · wąwóz | Łagów PKS         | Chęciny – Łagów                                     |
| 2,5 km    |                            | Płucki            |                                                     |
| 7,0 km    |                            | Wał Małacentowski | Wał Małacentowski – kapliczka świętego Mikołaja     |
| 11,0 km   |                            | Kobyla Góra       | Główny Szlak Świętokrzyski im. Edmunda Massalskiego |
| 13,0 km   |                            | Wólka Milanowska  |                                                     |
| 15,0 km   | pomnik · kościół · muzeum  | Nowa Słupia PKS   | Nowa Słupia – Piórków Święty Krzyż – Pętkowice      |

## Galeria

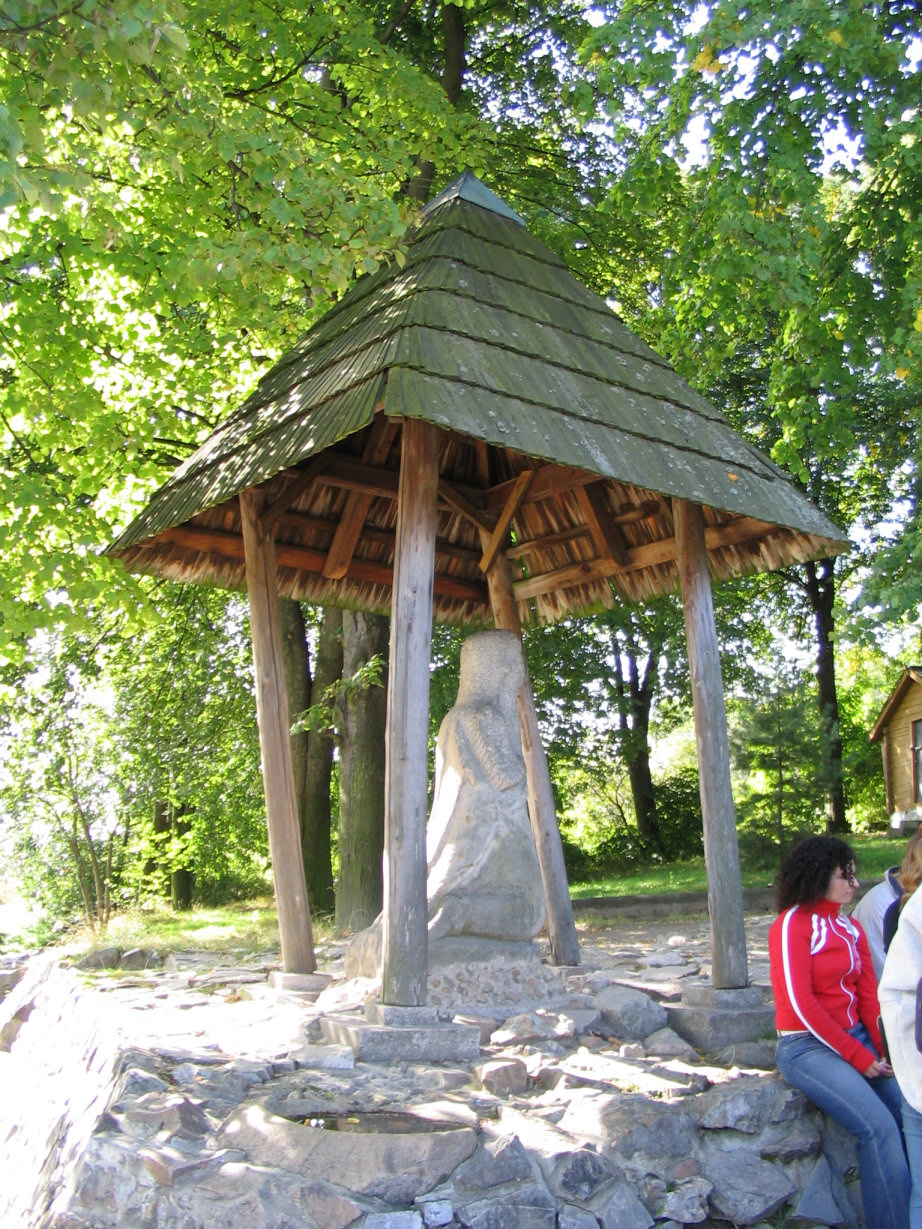
Kamienny pielgrzym w Nowej Słupi